# Sophie & Magaly

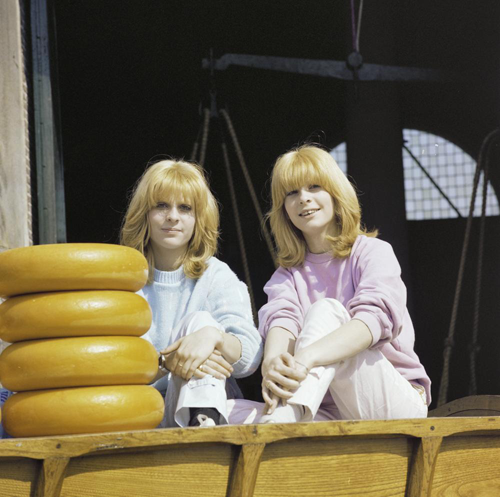
Sophie & Magaly (1980)

Sophie & Magaly waren ein französisches Pop-Duo, bestehend aus den Zwillingsschwestern Sophie (* 24. August 1962; † 27. Februar 2019) und Magaly Gilles (* 24. August 1962; † 2. April 1996).

## Werdegang
Sie vertraten Luxemburg beim Eurovision Song Contest 1980 in Den Haag mit dem Schlager Papa Pingouin, der ihnen einen neunten Platz einbrachte. Das Stück, welches von Ralph Siegel und Bernd Meinunger komponiert wurde, war ein Charthit in Frankreich.
Aber bereits die zweite Single war wenig erfolgreich. Es erschienen noch zwei weitere Singles im folgenden Jahr, bevor das Duo von der Bildfläche verschwand.
Magaly Gilles starb 1996 an den Folgen einer HIV-Infektion. Ihre Schwester Sophie starb 2019.

## Diskografie
- 1980: Papa Pingouin / Tous les enfants du monde (Jupiter Records)
- 1980: Arlequin / Sophie, Magaly (Jupiter Records)
- 1981: Toi / Poupée qui chante, poupée qui pleure (Charles Talar Records)
- 1981: Les nanas de Zorro / Tous les enfantes chantent Noël (Charles Talar Records)

Der Titel Papa Pingouin ist danach in zahlreichen Zusammenstellungen enthalten.